# Ine de Wessex
Ine foi rei da Wessex entre 688 e 726. Ele não conseguiu manter os ganhos territoriais obtidos por seu predecessor, Ceduala, que colocou a maior parte do sul da Inglaterra sob seu comando e expandiu substancialmente os territórios dos saxões ocidentais. No final de seu reinado, os reinos de Kent, Sussex e Essex já não estavam mais sob domínio saxão ocidental; porém, Ine manteve o controle sobre o que hoje é Hampshire e consolidou e expandiu o território da Saxônia Ocidental na península ocidental.
Ine é lembrado por seu código legal (em latim: leges Inae - "leis de Ine"), outorgadas por volta de 694, as primeiras de um rei anglo-saxão fora de Kent. Elas revelam muito da história da sociedade anglo-saxônica e muito das convicções cristãs de Ine. O comércio se desenvolveu significativamente durante seu reinado, com a cidade de Hamwic (atual Southampton) ganhando importância. Foi provavelmente durante o reinado de Ine que os saxões ocidentais começaram a cunhar suas próprias moedas, embora nenhuma tenha sido encontrada até com seu nome.
Abdicou em 726 para peregrinar a Roma, deixando, nas palavras do cronista contemporâneo Beda, o reino para "homens mais jovens". Foi sucedido por Etelredo (Æthelheard).

## Genealogia e ascensão
Fontes antigas concordam que Ine era filho de Cenredo (Cenred) e que este era filho de Ceolvaldo (Ceolwald); daí para trás, a concordância diminui. Entre seus irmãos estava um rapaz, Ingildo (Ingild), e duas irmãs, Cuteburga (Cuthburh) e Cuemburga (Cwenburg). Cuteburga era casada com o rei Aldfrido (Aldfrith) da Nortúmbria e o próprio Ine era casado com Etelburga (Æthelburg). Beda conta que Ine era "de sangue real", o que significa que era da linhagem real de Gewisse, o mais antigo nome tribal saxão ocidental.
A genealogia de Ine e dos reis da Saxônia Ocidental é conhecida através de duas fontes: a "Crônica Anglo-Saxônica" e a "Lista Real Genealógica Saxônica Ocidental". A Crônica foi escrita no final do século IX, provavelmente na corte de Alfredo, o Grande, e alguns de seus anais incorporaram breves genealogias dos reis da Saxônia Ocidental. Estas geralmente divergem das informações mais completas da Lista Real. As inconsistências parecem resultar dos esforços de cronistas posteriores em demonstrar que cada rei na lista descendia de Cerdico (Cerdic), o fundador, segundo a Crônica, da linhagem saxônica ocidental na Inglaterra.
O predecessor de Ine no trono da Saxônia Ocidental foi Ceduala, mas existe alguma incerteza sobre a transição dele para Ine. Ceduala abdicou em 688 e partiu para Roma para ser batizado. De acordo com a Lista Real, Ine reinou por 37 anos, abdicando em 726. Estas datas implicam que ele só ascendeu ao trono em 689, o que pode indicar um período de incerteza entre a abdicação de Ceduala e a ascensão de Ine. É possível que este tenha reinado junto com o pai, Cenredo, por um período: há evidências fracas para reinados conjuntos e mais fortes para sub-reis, reinando sob um monarca mais poderoso na Saxônia Ocidental não muito antes desta época. Ine reconhece a ajuda de seu pai em seu código legal e há uma escritura de terras que indica que Cenredo ainda estava reinando na da Saxônia Ocidental depois da ascensão de Ine.

## Reinado

Mapa dos reinos britânicos no século VII

A extensão do território saxão ocidental no início do reinado de Ine é bem conhecido. O vale do alto Tâmisa de ambos os lados do rio era havia muito tempo o território de Gewisse, embora Ceduala tenha perdido todo o território ao norte do rio para o Reino da Mércia antes da ascensão de Ine. Para o oeste, sabe-se que Ceaulino da Saxônia Ocidental alcançou o Canal de Bristol cem anos antes, Os saxões ocidentais desde então se expandiram para o sul através da península sudoeste, empurrando a fronteira com os reinos britânicos da Dumnônia, que provavelmente era, grosso modo, equivalente às regiões modernas de Devon e Cornualha. Na fronteira oriental do território saxão ocidental estava o reino dos saxões orientais, que incluía Londres e o que é hoje Surrey. Para o sudeste estavam os saxões meridionais, na costa a leste da Ilha de Wight. Além de Sussex estava o Reino de Kent. O predecessor de Ine, Ceduala, se impôs como senhor da maioria destes reinos ao sul, apesar de não ter conseguido evitar incursões mércias ao longo do alto Tâmisa.
Ine manteve o controle da Ilha de Wight e continuou avançando na Dumnônia, mas os ganhos territoriais de Ceduala em Sussex, Surrey e Kent foram todos perdidos até o final de seu reinado.

### Kent, Essex, Sussex e Surrey
Ine firmou a paz com Kent em 694, quando seu rei, Vitredo pagou a Ine uma grande soma em dinheiro para compensar a morte do irmão de Ceduala, Mul, que havia sido morto durante a revolta de Kent de 687. O valor oferecido é incerto; a maior parte dos manuscritos da "Crônica Anglo-Saxônica" relatam "trinta mil" e outras especificam trinta mil "libras". Se estas libras foram iguais às esceta, então a quantia seria a mesma de um veregildo real, ou seja, o valor legal de uma vida humana de acordo com seu status social.
Ine conseguiu manter sob controle os saxões meridionais, conquistados por Ceduala em 686, por um período. Existe uma referência ao rei Notelmo de Sussex (Nothhelm) numa escritura de 692 para um parente de Ine (talvez parente por casamento). Sussex ainda estava sob domínio saxão ocidental em 710, quando aparece um registro de Notelmo tendo participado de uma campanha com Ine no ocidente contra a Dumnônia.
O controle de Surrey, que possivelmente jamais tenha sido um reino independente, havia passado por Kent, Mércia, Essex e Saxônia Ocidental nos anos anteriores a Ine. Essex também incluía Londres e a Diocese de Londres incluía Surrey, o que parece ter sido motivo de fricção entre Ine, os saxões orientais e os reis mércios, até que a província foi finalmente transferida para a Diocese de Winchester em 705. Evidências para o controle Ine sobre Surrey desde o princípio vem da introdução de seu código legal, no qual ele faz referência a Earconvaldo (Earconwald), bispo de Londres, como "meu bispo". As relações subsequentes de Ine com os saxões orientais foram esclarecidas um pouco mais numa carta, escrita em 704 ou 705, pelo bispo Valdero (Waldhere) de Londres para Bertualdo (Berhtwald), o arcebispo de Cantuária. Ela faz referência a "disputas e discórdias" que surgiram "entre o rei dos saxões ocidentais e os monarcas de nosso país". Os monarcas citados por Valdero são Sigeardo (Sigeheard) e Suefredo (Swæfred) dos saxões orientais e a causa da discórdia foi o abrigo de exilados saxões ocidentais em Essex. Ine concordou com a paz desde que os exilados fossem expulsos. Um concílio, em Brentford, foi planejado para resolver a questão definitivamente. A esta altura, Surrey já havia claramente passado para o controle saxão ocidental.
Beda relata que Ine manteve Sussex sob controle por "muitos anos", mas, em 722, um exilado chamado Ealdberto fugiu de Surrey para Sussex, o que deu motivo para Ine invadir. Três anos depois, invadiu novamente, desta vez matando Ealdberto, o que indica Sussex havia conseguido se livrar do domínio saxão ocidental em algum momento antes disto. Já se sugeriu que Ealdberto seria filho de Ine ou de seu irmão Ingildo.

### Dumnônia e Mércia
Em 710, Ine e Notelmo lutaram contra Gerainto de Dumnônia segundo a "Crônica Anglo-Saxônica" e, segundo João de Worcester, Geraint foi morto em combate. O avanço de Ine lhe trouxe o controle da região da moderna Devon e estabeleceu a nova fronteira da Dumnônia no rio Tamar. Os Annales Cambriae, uma crônica do século X, relata que, em 722, os britânicos derrotaram seus inimigos na Batalha de Hehil. Os "inimigos" só podem ser Ine ou gente sob seu comando, mas a localização da batalha permanece um mistério; historiadores já sugeriram diversos locais, tanto na Cornualha quanto em Devon.
Em 715, Ine travou uma batalha em Woden's Barrow contra os mércios liderados por Ceolredo da Mércia (Ceolred) ou junto com eles contra um oponente não identificado; o resultado não foi registrado. Woden's Barrow é um tumulus, chamado atualmente de Adam's Grave, em Alton Prior, Wiltshire. Ine pode não ter conseguido nenhuma das terras ao norte do Tâmisa que pertenciam aos saxões ocidentais na época de seus predecessores, mas sabe-se que ele controlava a margem sul: uma escritura de 687 revela que ele concedeu terras para uma igreja em Streatley no Tâmisa e na vizinha Basildon.

### Outros conflitos
Em 722, a "Crônica" relata que Ine assassinou um tal Cinevulfo (Cynewulf), de quem nada mais sabemos, embora seu nome sugira uma ligação com a linhagem real da Saxônia Ocidental. Uma disputa aparentemente irrompeu na família real logo depois: em 722, ainda segundo a "Crônica", a rainha de Ine, Etelburga, destruiu Taunton, construída por seu marido em algum momento anterior de seu reinado.

## Assuntos internos
A primeira menção da função de ealdormano na Saxônia Ocidental e a primeira referência aos condados que eles comandavam ocorreu durante o reinado de Ine. Pode ter sido Ine que dividiu a Saxônia Ocidental de forma similar aos modernos condados de Hampshire, Wiltshire, Somerset, Devon e Dorset, apesar de fronteiras administrativas mais antigas possam também ter influenciado esta divisão. Já foi sugerido que estes condados começaram como divisões do reino entre membros da família real.
Em cerca de 710, na metade do reinado de Ine, o povoado comercial de Hamuíco foi fundado na margem ocidental do rio Itchen, uma região que hoje é parte da moderna cidade de Southampton. Entre os bens negociados neste porto estavam vasilhas de vidro e, por conta de achados arqueológicos de ossos de animais, peles. Mais evidências de comércio foram reveladas por achados de bens importados como mós, pedras de amolar e cerâmicas diversas, além de escetas da cidade, incluindo moedas frísias. O comércio mais especializado também ocorria ali, inclusive têxteis, peças metalúrgicas e ferrarias em geral. Não se sabe se Ine se interessava por Hamuíco, mas alguns dos bens que ele apreciava, especialmente artigos de luxo, eram importados por ali e os comerciantes provavelmente precisavam de proteção real. A população total do povoado foi estimada em 5 000 e este alto número por si só indica o envolvimento de Ine, pois ninguém além do rei poderia organizar uma forma de alimentar e abrigar tanta gente num só lugar.
O crescimento do comércio por volta de 700 seguiu a tendência da expansão da área de circulação da escetas, a moeda comum da época, que passou a incluir o vale do alto Tâmisa. Acredita-se que as primeiras moedas cunhadas pelos saxões ocidentais foram cunhadas durante o reinado de Ine, embora nenhuma com o nome dele tenha sido encontrada — escetas tipicamente não oferecem pistas do rei que as cunhou.

## Código legal de Ine

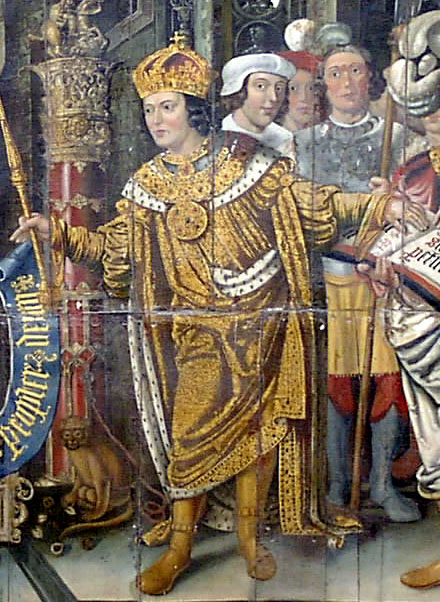
Ceduala da Saxônia Ocidental, o antecessor de Ine e grande conquistador das terras que depois seriam perdidas durante o reinado de Ine.

### História
O mais antigo código legal anglo-saxão a sobreviver, que pode datar de 602 ou 603, é o de Etelberto de Kent (Æthelberht), cujo reinado terminou em 616. Nas décadas de 670 e 680, um código foi emitido nos nomes de Clotário e Eadrico de Kent (Eadric). Os próximos reis a outorgarem suas próprias leis foram Vitredo de Kent (Wihtred) e Ine da Saxônia Ocidental.
As datas das leis de Vitredo e de Ine são algo incertas, mas há razões para se acreditar que as de Vitredo foram outorgadas em 6 de setembro de 695 e as de Ine, em 694 ou pouco antes. Na época, Ine havia acabado de concordar com os termos de uma paz com Vitredo por causa da morte de Mul e há indicativos de que os dois monarcas colaboraram em alguma medida na produção de seus códigos legais. Além da coincidência temporal, há uma cláusula que aparece de forma quase idêntica em ambos os códigos. Outro sinal de colaboração é que as leis de Vitredo utilizam o termo anglo-saxão "gesith" ("nobre") no lugar do equivalente em Kent, "eorlcund", como seria de se esperar. É possível que Ine e Vitredo tenham outorgado seus códigos legais como sinal de prestígio, para re-estabelecer suas autoridades depois de períodos de revolta em ambos os reinos.
As leis de Ine só sobreviveram por que Alfredo, o Grande, as anexou ao seu próprio código legal. O manuscrito mais antigo ainda existente — e a única cópia completa — é o "Corpus Christi College, Cambridge MS 173", que contém os códigos de Alfredo e Ine, além da versão mais antiga sobrevivente da "Crônica Anglo-Saxônica". Duas outras versões parciais sobreviveram, uma cópia, originalmente completa do código de Ine, hoje parte do manuscrito MS Cotton Otho B xi, da Biblioteca Britânica, foi quase toda destruída em 1731 num incêndio em Ashburnham House e apenas a seção entre os capítulos 66 e 76.2 escaparam da destruição. A outra, um fragmento do código de Ine, está no manuscrito MS Burney 277, também na Biblioteca Britânica.
É possível que a forma que conhecemos não seja a original do século VII. Alfredo menciona no prólogo de seu código ter rejeitado leis mais antigas que ele não gostava, mas não especificou quais. Contudo, se elas eram justamente as que não eram mais relevantes em sua época, não se pode assumir que a versão sobrevivente seja a completa.

### Leis
O prólogo às leis de Ine lista seus conselheiros, três nominalmente: os bispos Earconvaldo (Earcenwald) e Hedo (Hædde), e o pai de Ine, o rei Cenredo. Ine era cristão e sua intenção de encorajar o cristianismo é evidente em suas leis. O juramente de um cristão, por exemplo, seria considerado mais importante do que o de um não-cristão; o batismo e a observância religiosa também foram tratados. Atenção especial também foi dada aos assuntos civis — mais do que nas leis de Kent, da mesma época.
Uma das leis afirma que as terras comunais poderia ser cercada por diversos ceorls (o termo contemporâneo para "saxões livres"). Qualquer ceorl que não cercasse sua fração, porém, e permitisse que seu gado vadeasse para o campo de outrem poderia ser considerado culpado pelo dano provocado. Isto, porém, não significa que a terra era comunal: cada ceorl tinha seu próprio naco para seu sustento. Porém, é notável ser necessário uma lei real para acertar um tema tão insignificante; as leis não mencionam o papel dos senhores locais no cumprimento das leis pelos ceorls, mas é claro, nesta e em outras leis, que os moradores detinham a terra sob permissão dos senhores e o envolvimento próximo do rei indica que a relação entre o senhor e o morador estava sob controle real.
Estas leis constituem a primeira evidência documental da utilização de um sistema de campo aberto nas fazendas. Elas mostras que a agricultura de campo aberto era praticada na Saxônia Ocidental na época de Ine e é provável que esta prática tenha sido também a mais importante em todas as terras médias inglesas, com limites norte e leste em Lindsey e Deira. Nem toda a Saxônia Ocidental utilizava o sistema, porém: ele não era utilizado em Devon, por exemplo.
A multa por negligenciar o fyrd, o serviço militar obrigatório para o rei, foi definida como sendo 120 shillings para o nobre e 30 para o ceorl, o que revela que estes também tinham obrigações militares. Estudiosos discordam sobre o valor militar deles, mas não é surpreendente que todos fossem obrigados a lutar, pois a derrota significava a escravidão.
Outra lei especificava que qualquer pessoa acusada de assassinato deveria conseguir pelo menos uma pessoa de alto status como seu "ajudante de juramento". A missão destes era jurar pelo acusado, livrando-o da suspeita do crime. O requerimento de Ine implica que não havia confiança no juramente exclusivo dos camponeses, uma mudança significativa em relação às práticas anteriores, quando os parentes de um homem é que deveriam apoiá-lo em seus juramentos.
As leis ainda dispuseram separadamente para os súditos ingleses e britânicos de Ine e não eram nem opressivas e nem completamente justas em relação aos britânicos. Elas evidenciam a integração incompleta entre as duas populações, um fato suportado ainda pela pesquisa toponímica, da história das casas religiosas e a arqueologia, todas indicando que a porção ocidental da Saxônia Ocidental ainda era esparsamente populada pelos germânicos recém-chegados na época que as leis foram outorgadas. É notável que, embora emitidas por um rei saxônico de um reino saxônico, o termo utilizado nas leis para definir os súditos germânicos de Ine é ""englisc", o que reflete a existência, já neste período primitivo, de uma identidade inglesa comum abrangendo todos os povos germânicos na Britânia.

## Cristianismo
Ine era um rei cristão que governou como padroeiro e protetor da igreja. A introdução de seu código legal cita como seus conselheiros dois bispos de Londres e um bispo de Winchester e ele afirmava que suas leis foram feitas também com o conselho e instrução de "todos os meus earldormen e os principais conselheiros de meu povo, além da grande assembleia dos servos de Deus". A leis por si mesmas demonstram as convicções cristãs de Ine, especificando multas para os que não batizam os filhos ou não paguem o dízimo. Ele apoiava a igreja patrocinando casas religiosas, especialmente na nova Diocese de Sherborne, recém-separada da Diocese de Winchester, em 705. Ele havia sido contra a divisão, ignorando as ameaças de excomunhão do arcebispo de Cantuária, mas concordou depois que o bispo Haedde morreu.
O primeiro convento feminino entre os saxões ocidentais foi fundado no reinado de Ine por uma parente sua, Bugga, filha do rei Centuíno (Centwine), e por sua irmã Cuteburga, que fundou a abadia de Wimborne em algum momento depois de se separar do marido, o rei Aldfrido da Nortúmbria. Por sugestão do bispo Aldelmo (Aldhelm), em 705, Ine construiu a igreja que tornar-se-ia a Catedral de Wells e a "Crõnica" relata ainda que Ine construiu uma igreja (minster) em Glastonbury, uma referência a uma nova construção ou reconstrução, pois já havia um mosteiro britânico no local.
Ine tem sido credito com o apoio à fundação de uma igreja organizada na Saxônia Ocidental, embora não seja claro se esta foi uma iniciativa dele. Ele também está ligado ao mais antigo sínodo saxão ocidental conhecido, presidindo pessoalmente e, aparentemente, discursando para os clérigos reunidos.

## Abdicação e sucessão
Em 726, Ine abdicou sem nenhum herdeiro óbvio e, de acordo com Beda, deixou o reino para "homens mais jovens" para viajar para Roma, onde morreu, exatamente como fez seu predecessor. Acreditava-se na época que uma peregrinação a Roma melhoraria as chances de uma pessoa ser bem-recebida no céu e, segundo Beda, muitos iam para lá por este motivo: "... tanto nobres e simplórios, leigos e clérigos, homens e mulheres". Tanto Ine quanto Offa da Mércia são tradicionalmente creditados pela fundação da Schola Saxonum em Roma, localizada no moderno rione Borgo. Ela tomou seu nome emprestado das milícias de saxões que trabalhavam na cidade, mas acabou se transformando numa hospedagem para visitantes ingleses na cidade. O sucessor de Ine foi o rei Etelhardo (Æthelheard''), cuja relação com Ine é desconhecida, embora fontes posteriores afirmem que ele era seu cunhado. A sucessão de Etelhardo ao trono foi disputada por um Atelingo (Aetheling), Osvaldo, e é possível que o apoio mércio para Etelhardo na confusão que seguiu à abdicação de Ine tenha tanto ajudado a estabelecer Etelhardo como rei como também o trouxe para a esfera de influência e Etelbaldo (Æthelbald), o rei da Mércia. O irmão de Ine, Ingildo, que morreu em 718, é citado como ancestral do rei Egberto da Saxônia Ocidental e dos reis subsequentes da Inglaterra.